# Gorić
Gorić (izvirno srbsko Горић) je naselje v Srbiji, ki upravno spada pod Mesto Valjevo; slednja pa je del Kolubarskega upravnega okraja.
- Goric - panorama
- Goric - panorama
- Goric - panorama
- Goric - panorama

## Demografija
V naselju živi 381 polnoletnih prebivalcev, pri čemer je njihova povprečna starost 35,4 let (35,1 pri moških in 35,6 pri ženskah). Naselje ima 146 gospodinjstev, pri čemer je povprečno število članov na gospodinjstvo 3,36.
To naselje je, glede na rezultate popisa iz leta 2002, večinoma srbsko, a v času zadnjih 3 popisov je opazen porast števila prebivalcev.
|  |

| Demografija | Demografija     | Demografija     |
| Leto        | Št. prebivalcev | Št. prebivalcev |
| ----------- | --------------- | --------------- |
|             |                 |                 |
|             |                 |                 |
|             |                 |                 |
|             |                 |                 |
| 1948        | 248             |                 |
| 1953        | 220             |                 |
| 1961        | 475             |                 |
| 1971        | 892             |                 |
| 1981        | 1752            |                 |
| 1991        | 378             | 363             |
| 2002        | 523             | 491             |
|             |                 |                 |

| Etnična sestava po popisu iz leta 2002 | Etnična sestava po popisu iz leta 2002 | Etnična sestava po popisu iz leta 2002 | Etnična sestava po popisu iz leta 2002 | Etnična sestava po popisu iz leta 2002 |
| -------------------------------------- | -------------------------------------- | -------------------------------------- | -------------------------------------- | -------------------------------------- |
| Srbi                                   | Srbi                                   |                                        | 468                                    | 95,31%                                 |
| Romi                                   | Romi                                   |                                        | 4                                      | 0,81%                                  |
| Makedonci                              | Makedonci                              |                                        | 1                                      | 0,20%                                  |
| Neznano                                | Neznano                                |                                        | 18                                     | 3,66%                                  |